# Pode Agradecer (Relationshit)
Pode Agradecer (Relationshit) é uma canção do cantor e compositor brasileiro Jay Vaquer, lançada em 2004. A canção, que é a segunda faixa do álbum Vendo a Mim Mesmo e a principal música de divulgação, fala de um amor possessivo e perigoso.

## Videoclipe
Dirigido pelo cineasta Daniel Duarte e pelo designer japonês Nobu Ogata, o videoclipe faz referências ao caso da seita Heaven's Gate, onde Jay está como o líder Marshall Applewhite e mata todas as suas fiéis.
Ele ficou durante três meses no Top 20 da MTV Brasil em 2004., chegando a figurar entre os 10 mais pedidos pelo Disk MTV, e concorreu ao VMB 2004 (Melhor videoclipe do ano)

## Prêmios e indicações
| Ano  | Prêmio                 | Categoria            | Resultado |
| ---- | ---------------------- | -------------------- | --------- |
| 2004 | MTV Video Music Brasil | Escolha da Audiência | Indicado  |